# Carta fotografica

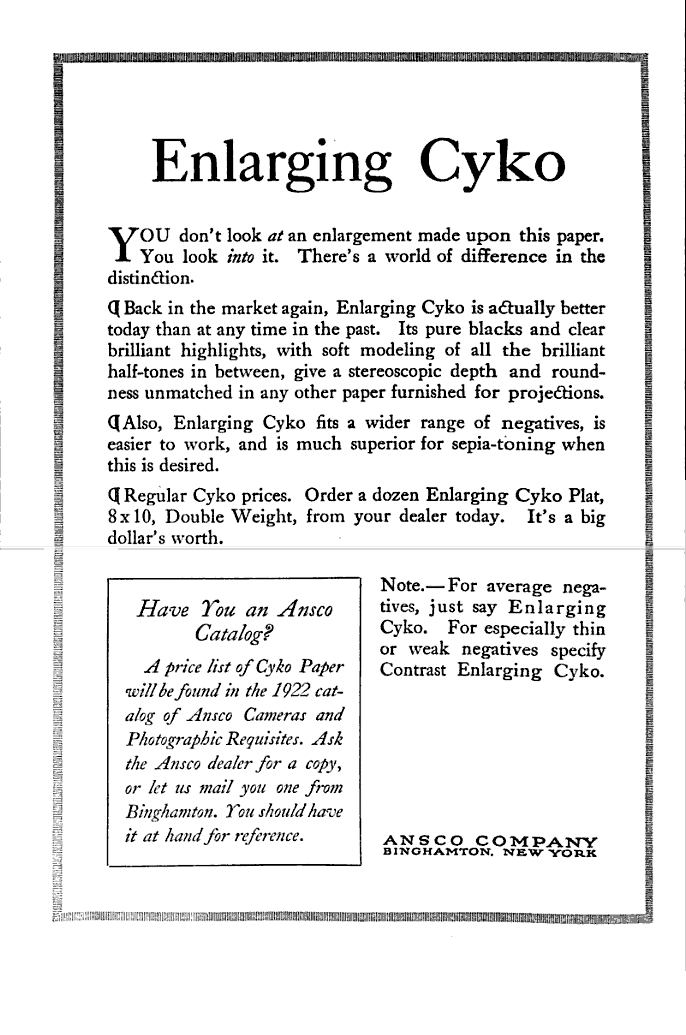
Pubblicità per carta fotografica Ansco Cyko, 1922.

La carta fotografica è un particolare tipo di carta ricoperta su un lato con una emulsione, in origine a base di composti di argento, che hanno la caratteristica di reagire quando sono colpiti da fasci di luce. Quando la carta fotografica viene esposta alla luce, i cristalli sensibili alla luce vengono colpiti dai fotoni e subiscono una reazione chimica. Questo provoca la formazione di un'immagine latente. Successivamente, attraverso un processo di sviluppo chimico, l'immagine latente diventa visibile sulla carta fotografica.
Inserendo la carta fotografica all'interno di una fotocamera, e utilizzando tempi di posa estremamente lunghi (diverse ore con un obiettivo, e qualche settimana con un foro stenopeico l'immagine latente diventa direttamente visibile sulla carta fotografica. Questa tecnica è conosciuta come solargrafia, in quanto è solitamente impiegata per catturare il movimento apparente del sole nel cielo.
Le carte fotografiche, mediamente hanno un peso per m², superiore alle comuni carte per stampa, dovendo sopportare i bagni chimici dello sviluppo e fissaggio dell'immagine e mantenendo invariata la propria stabilità dimensionale.

## Storia
L'effetto della luce nell'oscuramento di una carta preparata fu scoperto da Thomas Wedgwood nel 1802. Le carte fotografiche sono state utilizzate fin dall'inizio di tutti i processi fotografici negativo-positivo, come sviluppato e reso popolare da William Fox Talbot (che in Gran Bretagna nel 1841 mise a punto la calotipia).
Dopo i primi giorni dalla nascita della fotografia, le carte sono state prodotte su larga scala con una consistenza migliorata e una maggiore sensibilità alla luce.

## Tipi di carte fotografiche

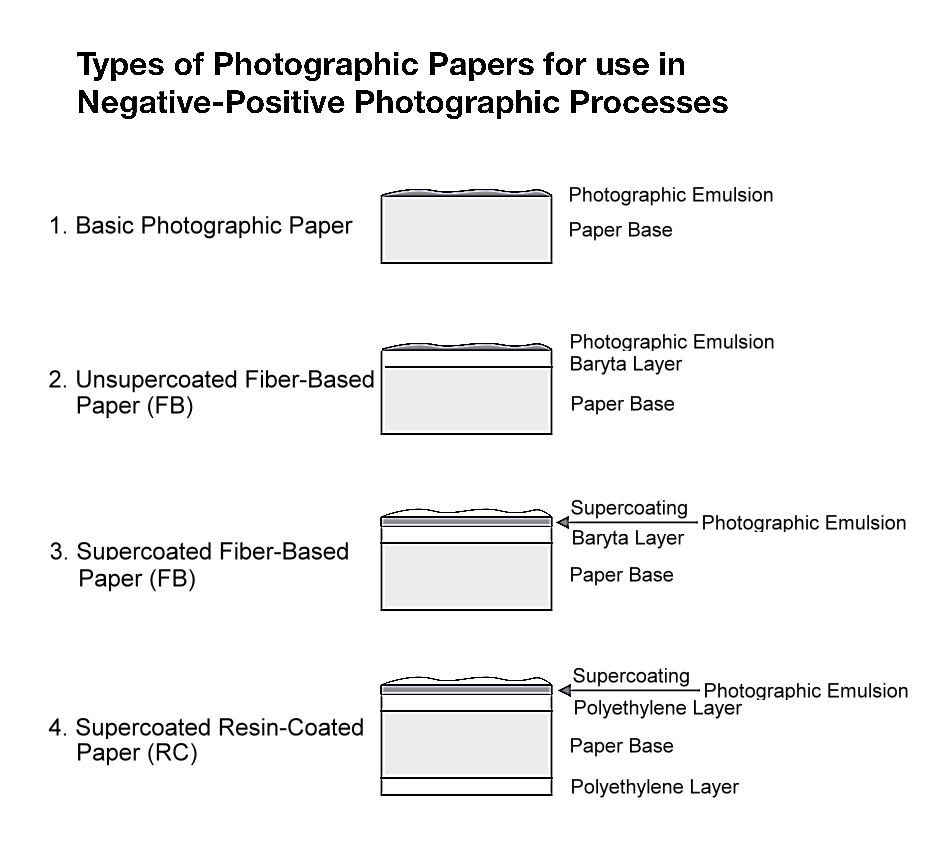
Tipi di carte fotografiche da utilizzare nel processo fotografico negativo-positivo.

Le carte fotografiche rientrano in una delle tre sottocategorie:
- Carte utilizzate per processi negativo-positivo. Ciò include tutte le attuali carte in bianco e nero e le carte a colori cromogeniche.
- Carte utilizzate per lavorazioni positivo-positivo in cui la "pellicola" è la stessa dell'immagine finale (ad esempio il processo Polaroid, carta positiva diretta Imago[8]).
- Carte utilizzate per processi da film a carta positivo-positivo in cui un'immagine positiva su una diapositiva viene ingrandita e copiata su una carta fotografica, ad esempio il processo Ilfochrome.

## Struttura
Tutte le carte fotografiche sono costituite da un'emulsione fotosensibile, costituita da sali di alogenuro d'argento sospesi in un materiale colloidale - solitamente gelatina - rivestito su un supporto di carta, carta resinata o poliestere. Nelle carte in bianco e nero, l'emulsione è normalmente sensibilizzata alla luce blu e verde, ma è insensibile alle lunghezze d'onda superiori a 600 nm per facilitarne la manipolazione in condizioni di luce inattinica rossa o arancione. Nelle carte a colori cromogeniche, gli strati di emulsione sono sensibili alla luce rossa, verde e blu, producendo rispettivamente colorante ciano, magenta e giallo durante la lavorazione.

### Materiali di base

#### Carte in bianco e nero
Le moderne carte in bianco e nero sono patinate su una piccola gamma di basi; carta baritata, carta resinata o poliestere. In passato, il lino è stato utilizzato come materiale di base.

#### Carte a base di fibre (FB)
Le carte fotografiche a base di fibre (FB o Baryta) sono costituite da una base di carta rivestita di baryta (l'idrossido del bario). A volte vengono aggiunte tinte alla barite per aggiungere un colore sottile alla stampa finale; tuttavia la maggior parte delle carte moderne utilizza azzurante ottico per estendere la gamma tonale della carta. La maggior parte delle carte a base di fibre include uno strato trasparente di gelatina indurita sopra l'emulsione che la protegge dai danni fisici, specialmente durante la lavorazione. Questo procedimento si chiama supercoating. Le carte senza rivestimento super sono adatte per l'uso con il processo bromoil (una variazione del processo di stampa ad olio che consente ingrandimenti). Le carte a base di fibre sono generalmente scelte come supporto per stampe di alta qualità per scopi espositivi, espositivi e di archiviazione. Queste carte richiedono un'attenta lavorazione e manipolazione, soprattutto se bagnate. Tuttavia, sono più facili da tonificare, colorare a mano e ritoccare rispetto agli equivalenti resinati.

#### Carte resinate (RC)
Il fondo cartaceo delle carte resinate è sigillato da due strati di polietilene, che lo rendono impenetrabile ai liquidi. Poiché nella base della carta non vengono assorbiti prodotti chimici o acqua, i tempi necessari per la lavorazione, il lavaggio e l'asciugatura sono significativamente ridotti rispetto alle carte a base di fibre. Le stampe su carta resina possono essere rifinite e asciugate entro venti o trenta minuti. Le carte resinate hanno una migliore stabilità dimensionale e non si arricciano dopo l'asciugatura.

#### Lo strato baritato
Il termine baryta deriva dal nome di un comune minerale contenente solfato di bario, la barite. Tuttavia, la sostanza utilizzata per rivestire le carte fotografiche di solito non è solfato di bario puro, ma una miscela di solfati di bario e stronzio. Il rapporto tra stronzio e bario differisce tra le carte fotografiche commerciali, quindi l'analisi chimica può essere utilizzata per identificare il produttore della carta utilizzata per realizzare una stampa e talvolta quando è stata realizzata la carta. Lo strato baritato ha due funzioni 1) per schiarire l'immagine e 2) per evitare che le sostanze chimiche assorbite sulle fibre si infiltrino nello strato di gelatina. Lo schiarimento si verifica perché il solfato di bario è sotto forma di un precipitato sottile che disperde la luce attraverso lo strato dell'immagine d'argento. Agli albori della fotografia, prima che venissero utilizzati gli strati baritati, le impurità delle fibre di carta potevano diffondersi gradualmente nello strato d'argento e causare una perdita irregolare di sensibilità (prima dello sviluppo) o scolorire in modo non uniforme l'immagine d'argento (dopo lo sviluppo).

#### Carte a colori
Tutti i materiali fotografici a colori oggi disponibili sono rivestiti su carta RC (rivestita con resina) o su poliestere solido. L'emulsione fotografica utilizzata per i materiali fotografici a colori è costituita da tre strati di emulsione di colore (ciano, giallo e magenta) insieme ad altri strati di supporto. Gli strati di colore sono sensibilizzati ai colori corrispondenti. Sebbene si creda comunemente che gli strati nelle carte negative siano schermati contro l'intrusione di luce di lunghezza d'onda diversa dallo strato effettivo da filtri colorati che si dissolvono durante la lavorazione, non è così. Gli strati di colore nelle carte negative sono effettivamente prodotti per avere velocità che aumentano dal ciano (sensibile al rosso) al magenta (sensibile al verde) al giallo (sensibile al blu), e quindi quando viene filtrata durante la stampa, la luce blu viene "normalizzata" in modo che non ci sia diafonia. Pertanto, lo strato giallo è quasi ISO 100 mentre lo strato ciano è circa ISO 25.
Nei sistemi di stampa negativo-positivo, lo strato sensibile blu si trova in basso e lo strato ciano in alto. Questo è l'inverso del normale ordine dei livelli nelle pellicole a colori.
Gli strati di emulsione possono includere i coloranti, come in Ilfochrome; oppure possono includere accoppiatori di colore, che reagiscono con gli sviluppatori di colore per produrre coloranti, come nelle stampe di tipo C o nelle stampe cromogeniche negativo-positivo. Le stampe di tipo R, che non vengono più realizzate, erano stampe cromogeniche positivo-positivo.

## Tipi di emulsione in bianco e nero
L'emulsione contiene cristalli di alogenuro d'argento sensibili alla luce sospesi in gelatina. Le carte in bianco e nero in genere utilizzano emulsioni relativamente insensibili composte da bromuro d'argento, cloruro d'argento o una combinazione di entrambi. L'alogenuro d'argento utilizzato influenza la sensibilità della carta e la tonalità dell'immagine della stampa risultante.

### Carte al cloruro
Popolare in passato, le carte al cloruro sono oggi insolite. Queste carte insensibili sono adatte per la stampa a contatto e producono immagini dai toni caldi mediante lo sviluppo. Le emulsioni di cloruro sono utilizzate anche per la stampa di tipo POP (Printing-Out Papers, che utilizza forti livelli di luce solare ultravioletta per far emergere un'immagine visibile), che non richiedono ulteriore sviluppo dopo l'esposizione.

### Carte di cloruro di bromo
Contenendo una miscela di cloruro d'argento e sali di bromuro d'argento, queste emulsioni producono carte abbastanza sensibili da poter essere utilizzate per l'ingrandimento. Producono toni dell'immagine dal nero caldo al neutro in base allo sviluppo, che possono essere variati utilizzando diversi sviluppatori.

### Carte al bromuro
Le carte con emulsioni di bromuro d'argento puro sono sensibili e producono tonalità di immagine nere neutre o blu-nere "fredde".

### Controllo del contrasto
Le carte in bianco e nero a grado fisso o "graduate" (Fixed-grade o graded) erano storicamente disponibili in una gamma di 12 gradi, numerati da 0 a 5, dove 0 è il grado di carta più morbido o meno contrastato e 5 è il grado di carta più duro o più contrastato. I negativi a basso contrasto possono essere corretti stampando su carta ad alto contrasto; viceversa un negativo molto contrastato può essere stampato su una carta a basso contrasto. A causa della diminuzione della domanda, la maggior parte dei gradi di carta estremi è ora interrotta e le poche gamme di grado ancora disponibili includono solo gradi di contrasto medio.
Le carte a contrasto variabile - o "VC" (Variable-contrast) - rappresentano la grande maggioranza del consumo di queste carte nel 21º secolo. Le carte VC consentono la selezione di un'ampia gamma di gradi di contrasto, nel caso del marchio leader tra 00 e 5. Queste carte sono rivestite con una miscela di due o tre emulsioni, tutte di uguale contrasto e sensibilità alla luce blu. Tuttavia, ogni emulsione è sensibilizzata in proporzioni diverse al verde leggero. Dopo l'esposizione alla luce blu, tutte le emulsioni agiscono in modo additivo per produrre un'immagine ad alto contrasto. Se esposte alla sola luce verde, le emulsioni producono un'immagine a basso contrasto perché ciascuna è diversamente sensibilizzata al verde. Variando il rapporto tra la luce blu e quella verde, il contrasto della stampa può essere variato approssimativamente in modo continuo tra questi estremi, creando tutti i gradi di contrasto da 00 a 5. I filtri nel percorso della luce dell'ingranditore sono un metodo comune per ottenere controllo. I filtri magenta assorbono il verde e trasmettono blu e rosso, mentre i filtri gialli assorbono il blu e trasmettono verde e rosso.

### Carte pancromatiche
Le carte fotografiche pancromatiche in bianco e nero sono sensibili a tutte le lunghezze d'onda della luce visibile. Sono stati progettati per la stampa di immagini in bianco e nero a piena tonalità da negativi a colori; questo non è possibile con le carte ortocromatiche convenzionali. Le carte pancromatiche possono anche essere utilizzate per produrre negativi su carta in fotocamere di grande formato. Questi materiali devono essere maneggiati e sviluppati nell'oscurità quasi completa. Kodak Panalure Select RC è un esempio di carta pancromatica in bianco e nero; è stato interrotto nel 2005.

### Carte senza argento
Esistono numerose carte fotosensibili che non utilizzano la chimica dell'argento. La maggior parte sono realizzate a mano da appassionati, ma le stampe cianotipiche sono realizzate su quella che veniva comunemente venduta come carta per progetti. Anche alcuni metalli preziosi, tra cui il platino e altri prodotti chimici, sono stati di uso comune in determinati periodi.

## Stabilità archivistica
La longevità di qualsiasi supporto di stampa fotografica dipenderà dalle condizioni di elaborazione, visualizzazione e conservazione della stampa.

### Stampe in bianco e nero
Il fissaggio deve convertire tutto l'argento non immagine in composti d'argento solubili che possono essere rimossi lavando con acqua. Il lavaggio deve rimuovere questi composti e tutti i residui chimici di fissaggio dall'emulsione e dalla base cartacea. Una soluzione hypo-clearing, indicata anche come hypo-clearing agent (ossia un chiarificatore di iposolfito, che si utilizza prima del lavaggio di pellicole e carte in bianco e nero), HCA, o un coadiuvante di lavaggio, e che può essere costituita da una soluzione al 2% di solfito di sodio, può essere utilizzata per ridurre il tempo di lavaggio effettivo spostando il tiosolfato fissatore e i sottoprodotti del processo di fissazione, che sono legati alle fibre di carta.
Il viraggio viene talvolta utilizzato per convertire l'argento metallico in composti più stabili. I componenti chimici d'archivio comunemente usati in tale procedimento sono selenio, oro e solfuro.
Le stampe su carte a base di fibre, opportunamente fissate e lavate, dovrebbero durare almeno cinquant'anni senza sbiadire. Alcuni processi alternativi senza argento, come le stampe al platino, impiegano metalli che, se elaborati correttamente, sono intrinsecamente più stabili delle stampe alla gelatina ai sali d'argento.